# Ernest H. Shepard
Ernest Howard (E. H.) Shepard, född 10 december 1879 i London, död 24 mars 1976 i Lodsworth, West Sussex, var en brittisk konstnär och illustratör.
Shepard är främst känd för att ha illustrerat engelska barnboksklassiker som Nalle Puh och Det susar i säven. Han arbetade även som tidningstecknare, bland annat i skämttidningen Punch.